# Ukrajinské pozemní síly
Ukrajinské pozemní síly, plným názvem Pozemní vojska Ukrajiny (ukrajinsky Сухопутні війська України, Suchoputni vijska Ukrainy), jsou pozemní složkou Ozbrojených sil Ukrajiny. Jejich velitelem je Hennadij Šapovalov.

## Druhy vojsk

Vlajka pozemních sil Ukrajiny

Struktura pozemních sil zahrnuje:
- Mechanizované a tankové vojsko
- Dělostřelectvo a raketové vojsko
- Vojskové letectvo
- Vojska protivzdušné obrany
- Výsadkové vojsko
- Speciální jednotky

## Struktura

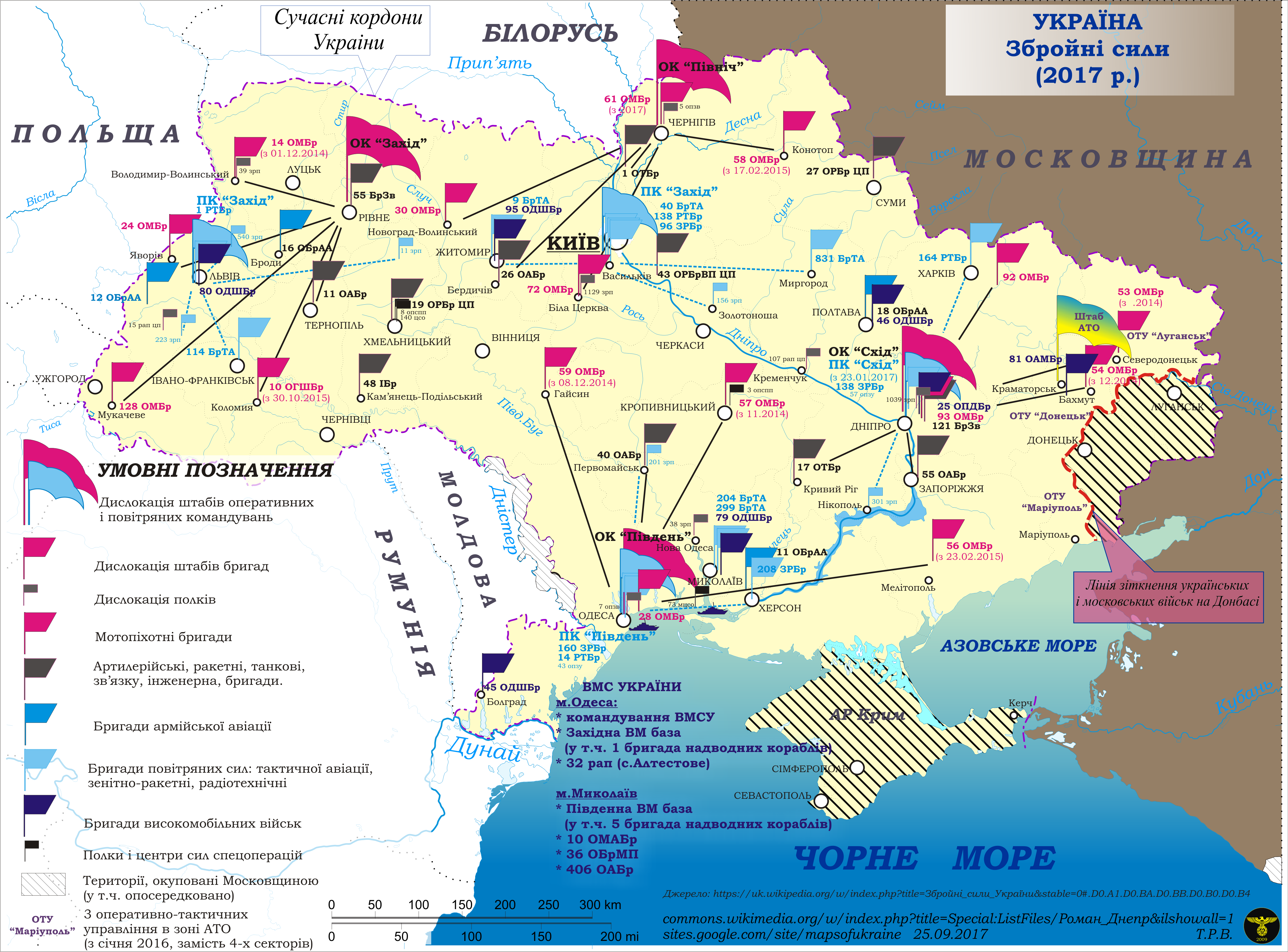
Dislokace ukrajinských pozemních vojsk v roce 2017

Struktura pozemních sil Ukrajiny v roce 2016:
- Ministerstvo obrany (Kyjev)
  - Hlavní velitelství pozemních sil (Kyjev)

### Svazky a útvary přímo podřízené hlavnímu velení
- 15. gardový pluk raketového dělostřelectva
- 19. samostatná raketová brigáda
- 27. samostatná raketová brigáda
- 107. samostatný pluk raketového dělostřelectva
- 11. samostatná letecká brigáda
- 12. samostatná letecká brigáda
- 16. samostatná letecká brigáda
- 18. samostatná letecká brigáda
- Samostatný pluk prezidentské stráže „Hetmana Bohdana Chmelnického“
  - Národní akademie pozemních sil „Hetmana Petra Sahajdačného“
  - Oděská armádní akademie
  - 6. dělostřelecký výcvikový pluk
- 169. gardové výcvikové středisko
  - 300. výcvikový gardový tankový pluk
  - 354. výcvikový gardový mechanizovaný pluk
  - 507. výcvikový servisní pluk
  - 718. samostatný výcvikový automobilní prapor
  - 1121. samostatný protivzdušný raketový a dělostřelecký výcvikový pluk

#### Operační záloha vrchního velení
- Mobilní útočné síly (velitelství: Dnipro)
  - 25. samostatná vzdušná výsadková brigáda
  - 79. samostatná vzdušná výsadková brigáda
  - 80. samostatná vzdušná útočná brigáda
  - 81. samostatná vzdušná výsadková brigáda
  - 95. samostatná aeromobilní brigáda
- 199. vzdušně výsadkové výcvikové středisko

### Operační velitelství Sever
- Velitelské stanoviště: Černihiv
  - 1. samostatná gardová tanková brigáda
  - 30. samostatná mechanizovaná brigáda
  - 58. samostatná motorizovaná pěší brigáda
  - 72. samostatná gardová mechanizovaná brigáda
  - 26. samostatná dělostřelecká brigáda
  - 1129. pluk protivzdušné obrany
  - 55. samostatná spojovací brigáda

### Operační velitelství Východ
- Velitelské stanoviště: Dnipro

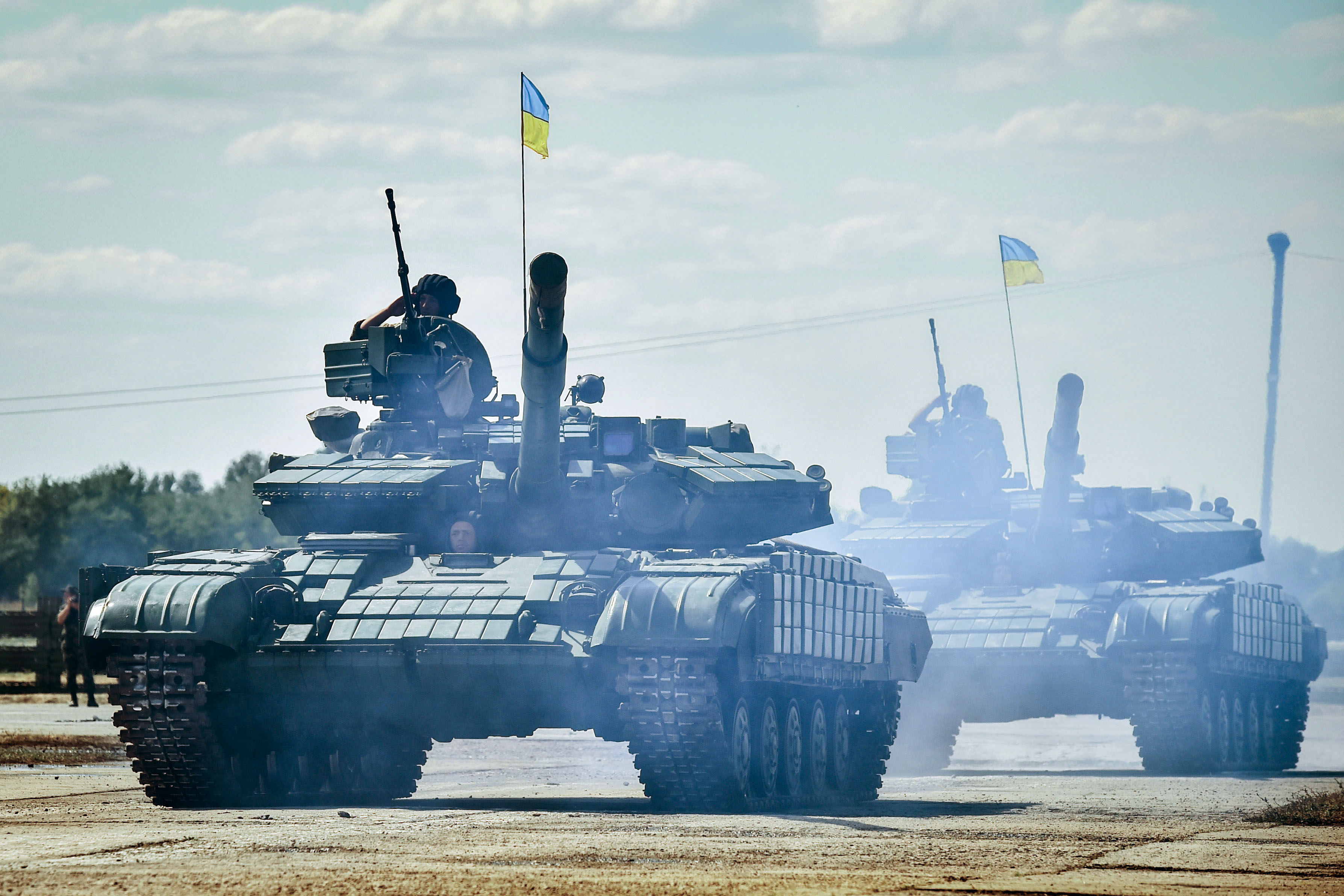
Tanky T-64BV 92. mechanizované brigády při cvičení

  - 17. samostatná gardová tanková brigáda
  - 53. samostatná mechanizovaná brigáda
  - 54. samostatná mechanizovaná brigáda
  - 92. samostatná mechanizovaná brigáda
  - 93. samostatná mechanizovaná brigáda
  - 55. samostatná dělostřelecká brigáda
  - 91. pluk operační podpory
  - 55. samostatná spojovací brigáda

### Operační velitelství Jih
- Velitelské stanoviště: Oděsa

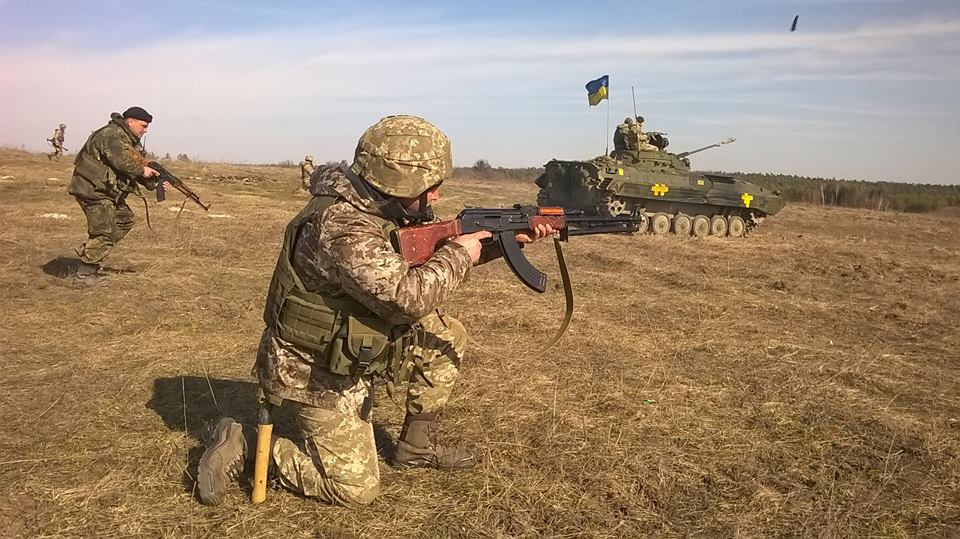
Cvičení jednotek 28. mechanizované brigády

  - 28. samostatná mechanizovaná brigáda
  - 56. samostatná motorizovaná pěší brigáda
  - 57. samostatná motorizovaná pěší brigáda
  - 59. samostatná motorizovaná pěší brigáda
  - 40. samostatná dělostřelecká brigáda
  - 1039. pluk protivzdušné obrany
  - 129. samostatný průzkumný prapor
  - 60. mechanizovaná brigáda (záložní)

### Operační velitelství Západ
- Velitelské stanoviště: Rivne
  - 10. samostatná horská útočná brigáda
  - 14. samostatná mechanizovaná brigáda
  - 24. samostatná mechanizovaná brigáda
  - 128. samostatná gardová horská pěší brigáda
  - 44. samostatná dělostřelecká brigáda

## Výzbroj a vybavení

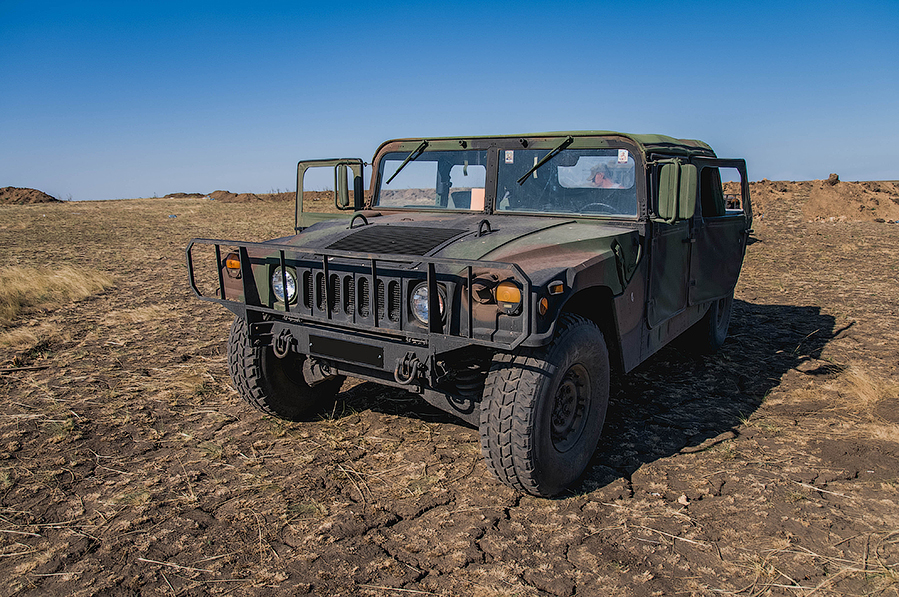
Ukrajinské armádní vozidlo HMMWV

- Tanky: T-54/T-55[p 1]/M-55S,[6] T-62,[p 2] T-64/BM Bulat, T-72/B3,[8] T-80,[5] T-84, M-84,[9] PT-91,[10] T-90,[11] Leopard 1,[12] Leopard 2,[13] Challenger 2,[14] M1 Abrams[15]
- Obrněné transportéry: BTR-60/TAB-71M,[16] BTR-70, BTR-80, BTR-3, BTR-D,[5] MT-LB/MT-LBu, Cougar, Kozak-2, ACSLAV,[17] BOV,[17] M113,[18] M1117,[17][19] Bushmaster PMV,[20] Dingo,[21] Dzik-2,[17] FV432,[22] Kirpi,[23] LMV,[17] MaxxPro,[17][24] Panthera T6,[17] Piranha III,[25] Pbv 302,[26] YPR-765,[27] Rosomak,[28] Spartan,[17] Stryker,[29] VAB,[30] Valuk,[31] Wolfhound,[32] XA-180,[33] Senator,[34] GAZ Tigr[35]
- Bojová vozidla pěchoty: BMP-1/BVP-1,[36] BMP-2/BVP-2,[37] BMP-3, BTR-4, BMD-1,[5] BMD-2, AIFV-B-C25,[17] Bradley,[38][39] CV9040C,[17] M-80,[17] Marder,[40] BTR-82[11]
- Jiná obrněná vozidla: AMX-10RC,[41] Eagle I,[42] Fennek,[17] BRDM-2,[5] BRM-1,[5] Scimitar,[17] Svatava,[17] BTR-50PK, BREM-4RM,[43] Novator,[44] Saxon,[45] Alvis 4,[46] Cobra II,[17] RG-31 Nyala,[47] M60 AVLB,[48] M88A1/A2,[17] M548,[17] M577,[17] M992,[17] Bergepanzer 2,[49] Bergepanzer 3,[17][50] Biber,[50] Bv 206S,[17] BvS 10,[17] Bronco ATTC,[50] Gurkha,[51] WZT-3,[17] Samaritan[17]
- Dělostřelectvo a salvové raketomety: T-12/MT-12, KS-19,[52] D-30, D-20, M-46,[53] L119[54]/M119,[55] M101,[56] 2S1 Gvozdika, 2S3 Akacija, 2S5,[5] 2S19 Msta, Archer,[57][58] AS90,[59] Bohdana,[60] CAESAR,[61] DANA,[62] DITA,[63] Krab,[64] M109,[65] PzH 2000,[66] RCH 155,[67] Zuzana 2,[68] 2A36, 2A65, FH-70,[69] M777,[70] 2S7 Pion, BM-21[5]/RM-70[62]/BM-21T,[71] BM-27/Burevij, BM-30, Verba, Vilcha,[5] TOS-1,[72] M142,[73][74] M270,[75] TRLG-230,[17] RAK SA-12[17]
- Balistické rakety: OTR-21 Točka, Hrim-2, ATACMS,[76][77] GLSDB[78]
- Ruční palné zbraně a kulomety: AKM, AK-74, Fort-221/224,[79] Fort-227/228, UAR-10/Z-10, UAR-15/Z-15, ACR,[80] AUG,[81] vz. 58,[82] wz. 88,[83] BREN/BREN 2,[84][85] C7/C8,[86] CETME L,[87] FAMAS,[88] FN FAL,[89] FN FNC,[90][91] FN F2000,[91] Grot,[90] G3,[90] HK416,[92] MK 556,[50] M4A1,[93] M14,[80] M16A4,[94] M70, MCX,[80] SCAR-L,[91] AK-12,[95] typ 56,[96] Makarov PM, Fort-15, Fort-17, Fort-21, Glock 17, vz. 82,[82] CZ 75, SFP9,[50] TT-33, APS,[97] vz. 61,[82] Fort-230,[98] m/45,[99] Uzi,[100] SVD, Fort-301, HK417,[92] AWM,[101] AX .308,[90] Mk 14 EBR,[102] CR 308,[50] HLR 338,[50] Remington 700/M24,[103] M110,[104] MRAD,[105] PSG1,[106] TRG,[105] M82,[90] Falcon,[82] Wilk,[107] Mossberg 500,[108] BTS12,[109] M26,[110] PK, RPK, Fort-401, MG3/MG 42/59,[50][90] MG4,[50][111] MG5,[112] MG-82,[113] Minimi,[91] vz. 59,[82] PM1910,[114] MAG/Ksp 58/M240,[91][115][116] NF-1,[117] UKM-2000,[28] DŠKM, NSV, M2HB,[90] KPV 14.5
- Granátomety: AGS-17, Mk. 19, GMW,[50][118] UAG-40, Fort-600, GP-25, M32,[119] M203,[94] M320,[120] RGP-40[90]
- Minomety: 82-BM-37, 2B9M, 2B14, KBA-118, KBA-48M, 2B11/2S12,[5] 2B16,[5] 120-PM-38,[5] 120-PM-43, 2S9, 2S17,[121] 2S23,[122] M120-15, vz. 82,[71] M120 Rak,[17] LMP-2017,[123] M224[124]
- Protitankové zbraně: RKG-3, 9K114 Šturm, 9K111 Fagot, 9K113 Konkurs, Kombat, Metis-M,[125] Stugna-P, RK-3 Korsar, FGM-148, Akeron,[126] AT4, NLAW, MILAN,[127] Panzerfaust 3, RPG-7/PSRL-1,[128] RPG-16,[129] RPG-18, RPG-22,[129] RPG-26,[129] RPG-29, RPG-32,[129][130] RPG-75,[129] RPG-76,[131] SPG-9,[5] Alcotán-100,[113] APILAS,[132] C90-CR (M3),[113] M72 LAW, M80,[133] M2 Carl Gustav, MATADOR,[134] Pvpj 1110,[135] SMAW,[136] TOW,[137] Brimstone,[138] Kornet[139]
- Protiletadlové zbraně: AZP S-60, ZPU-1,[140] ZU-23-2/23 ItK 61/95,[17][141] Bofors L/70,[142] M55/75,[17] S-300V, 9K330 Tor, 9K35 Strela-10, 9K33 Osa, 2K22 Tunguska, Gepard,[143] ZSU-23-4, 9K32, 9K34, 9K38, FIM-92 Stinger, Martlet,[144] Mistral,[145] Piorun,[146] RBS 70,[147] Starstreak, Boxer AiTO30 FDC,[148] CA-95,[149] Stormer HVM,[54] Viktor[150]
- Bezpilotní letadla: AeroVironment Switchblade,[151] RQ-11 Raven, RQ-20 Puma,[152] FlyEye,[153] Black Hornet Nano,[154] Mavic 3,[155] Phantom 4,[156] Phoenix Ghost,[157] Luna NG,[50] MTS,[158] Leleka-100,[159] PD-1, PD-2VTOL,[160] Shark, Vampyr
- Vrtulníky: Mil Mi-2,[5] Mil Mi-8/Mi-17,[161] Mil Mi-24

## Hodnosti

### Mužstvo a poddůstojníci
| Hodnostní skupina | Mužstvo       | Mužstvo                       | Nižší poddůstojníci               | Nižší poddůstojníci | Vyšší poddůstojníci             | Vyšší poddůstojníci               | Vyšší poddůstojníci       | Vyšší poddůstojníci             | Vyšší poddůstojníci                             | Vyšší poddůstojníci                               |
| ----------------- | ------------- | ----------------------------- | --------------------------------- | ------------------- | ------------------------------- | --------------------------------- | ------------------------- | ------------------------------- | ----------------------------------------------- | ------------------------------------------------- |
|                   |               |                               |                                   |                     |                                 |                                   |                           |                                 |                                                 |                                                   |
|                   | Солдат Soldat | Старший солдат Staršyj soldat | Молодший сержант Molodšyj seržant | сержант Seržant     | Старший сержант Staršyj seržant | Головний сержант Holovnyj seržant | Штаб-сержант Štab-seržant | Майстер-сержант Majster-seržant | Старший майстер-сержант Staršyj majster-seržant | Головний майстер-сержант Holovnyj majster-seržant |

### Důstojníci a generálové
| Hodnostní skupina | Kadeti          | Nižší důstojníci                      | Nižší důstojníci    | Nižší důstojníci                    | Nižší důstojníci | Vyšší důstojníci | Vyšší důstojníci          | Vyšší důstojníci    | Generálové                          | Generálové                  | Generálové                          | Generálové                          | Generálové      |
| ----------------- | --------------- | ------------------------------------- | ------------------- | ----------------------------------- | ---------------- | ---------------- | ------------------------- | ------------------- | ----------------------------------- | --------------------------- | ----------------------------------- | ----------------------------------- | --------------- |
|                   |                 |                                       |                     |                                     |                  |                  |                           |                     |                                     |                             |                                     |                                     |                 |
|                   | Kурсант Kursant | Молодший лейтенант Molodšyj lejtenant | лейтенант Lejtenant | Старший лейтенант Staršyj lejtenant | Капітан Kapitan  | Майор Major      | Підполковник Pidpolkovnyk | полковник Polkovnyk | Бригадний генерал Bryhadnyj heneral | Генерал-майор Heneral-major | Генерал-лейтенант Heneral-lejtenant | Генерал-полковник Heneral-polkovnyk | Генерал Heneral |